# Berta Grünberg
Berta Grünberg właściwe  Blima Grünberg (ur. 1912 w Gródku Jagiellońskim, zm. 1993 w Paryżu) – malarka, należąca do Grupy Krakowskiej.
Po studiach malarskich w Akademii Sztuk Pięknych w Krakowie (1931–1934) kontynuowała studia w Warszawie (1935–1937). W roku 1938 wyjechała wraz z Saszą Blonderem do Paryża, gdzie studiowała w filii Akademii Sztuk Pięknych w Krakowie kierowanej przez Józefa Pankiewicza oboje postanowili osiedlić się we Francji. 
W okresie studiów przystąpiła do Grupy Krakowskiej, skupiającej twórców o radykalnie lewicowych poglądach społecznych.  